# Tayanna
Tayanna (n. 29 septembrie 1984, Cernăuți, RSS Ucraineană, URSS) este o cântăreață ucraineană.

## Discografie
- TAYANNA. Портреты (2016)
- Тримай мене (2017)